# L'Ufficio Moderno

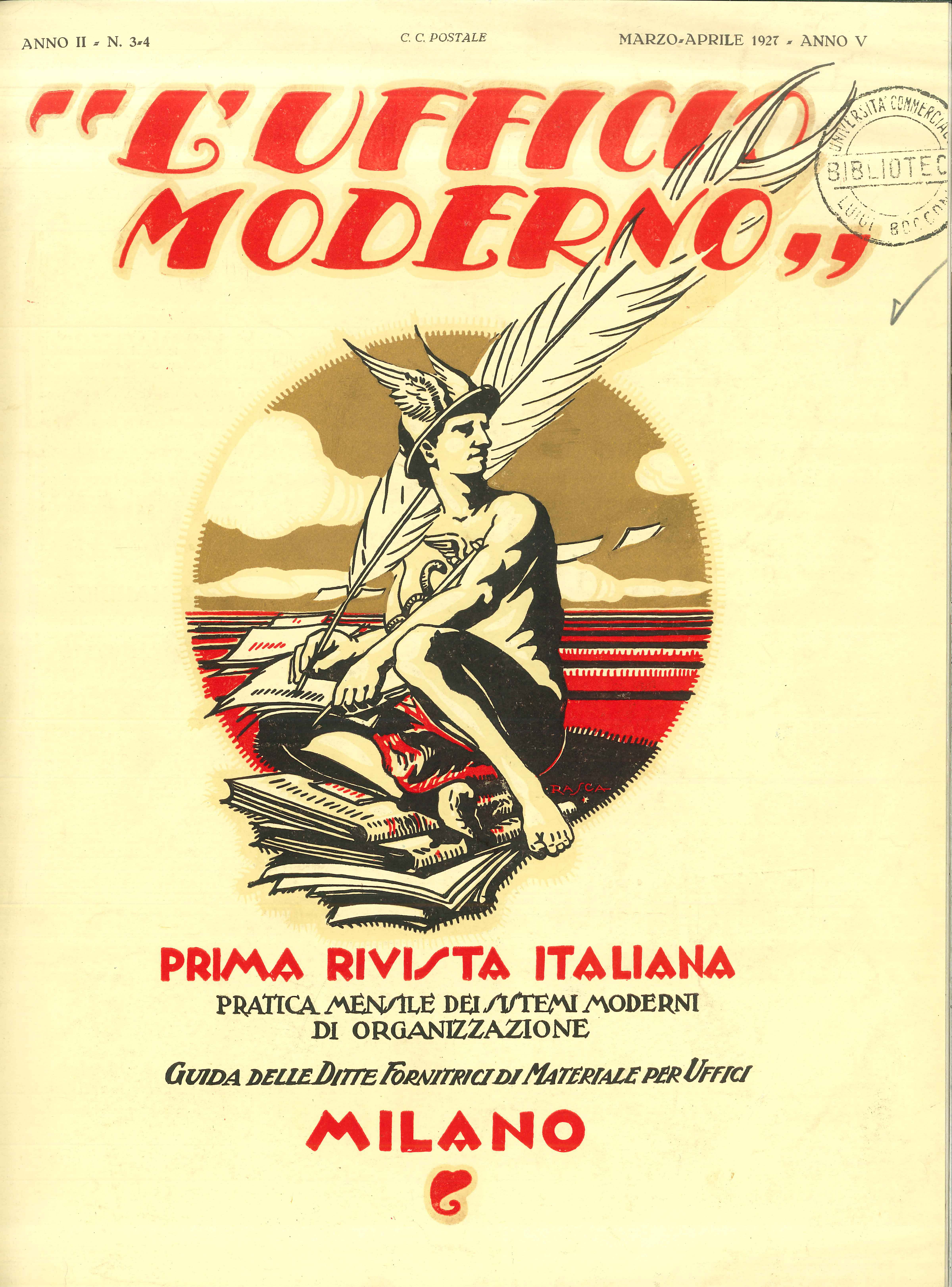
La prima immagine di copertina de L'Ufficio Moderno

L'Ufficio Moderno è stata una rivista italiana dedicata prevalentemente all'organizzazione aziendale e alle tecniche pubblicitarie. Venne pubblicata a Milano dal 1926 al 1985, e poi fino al 1991 con il titolo Uomo Manager.

## Storia

### Nascita
La rivista, fondata da Francesco Muscia, pubblica il primo numero nel dicembre 1926. Le prime uscite danno risultati incoraggianti in termini di apprezzamenti, ma le vendite sono ancora insufficienti a generare utili. Per L'Ufficio Moderno è quindi necessario anche "l'apporto della pubblicità delle ditte di macchine e mobili per ufficio, si poteva averla alla condizione di offrire [...] articoli redazionali di carattere divulgativo che bisognava mettersi in grado di redigere".  Per questo Muscia si mette alla ricerca di un direttore che individua nel 1927 in Guido Mazzali. Con lui inizia a prendere corpo il progetto della rivista come "centro di studi e di incontri per la moderna organizzazione aziendale".  Gli interessi del mensile vengono inoltre estesi alle tematiche pubblicitarie, anche grazie alla costituzione nel 1928 della sezione italiana de l'Ecole Supérieure de Publicité Pratique all'interno della rivista. In questa occasione, a partire dal 1929, si decide di sostituire la precedente immagine fissa del Mercurio alato seduto su una pila di giornali con copertine ogni mese diverse curate da nuovi artisti pubblicitari emergenti. 

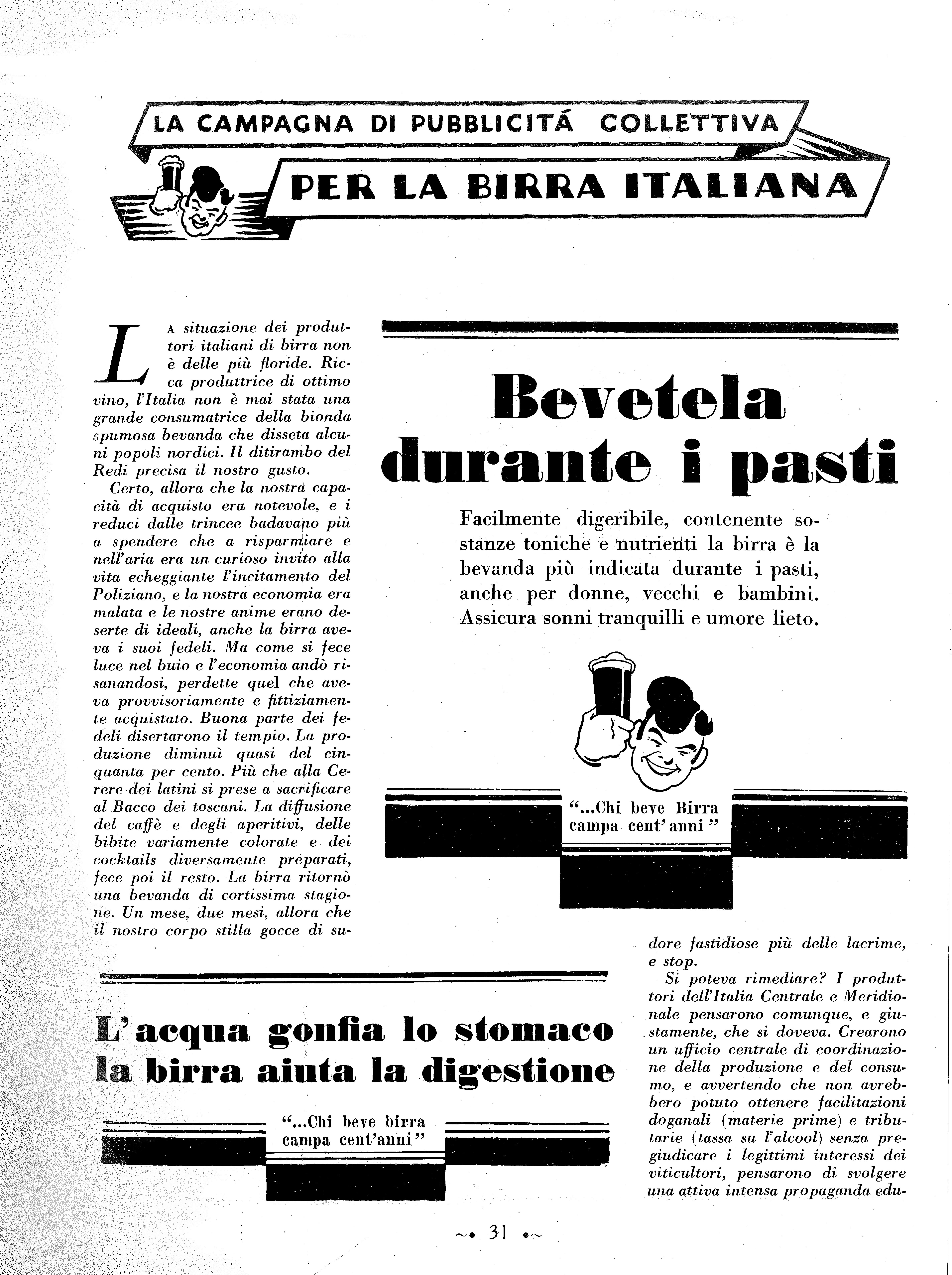
Campagna di pubblicità collettiva per la birra italiana

A Mazzali si affiancano come collaboratori de L'Ufficio Moderno Dino Villani e Nino Caimi, ad occuparsi della grafica pubblicitaria. Caimi, Mazzali e Villani avevano lavorato insieme per l'agenzia pubblicitaria Erwin Waisy & Co., aperta nel 1928 a Milano, e successivamente per l'ENNECI fondata da Caimi l'anno seguente. A loro si deve il celebre slogan "Chi beve birra campa cent'anni", adottato per la campagna collettiva della birra italiana, che appare anche sulle pagine de L'Ufficio Moderno nel 1930. Intanto il 30 novembre 1929 L'Ufficio Moderno si era costituito in società anonima guidata da Mazzali, affiancato dal 15 novembre 1930 da Villani come consigliere delegato, mentre Muscia si sarebbe ritirato definitivamente a partire dal 1931. Con la società si legano alle sorti economiche della rivista anche alcuni fra i principali collaboratori come Piero Caleffi e Giulio Cesare Ricciardi. I fini della rivista vengono ora anche esposti nello statuto:
"-a) suscitare nuove idee e di formare nuove competenze in materia di organizzazione aziendale
-b) potenziare tutte le energie volte al miglioramento del lavoro aziendale nelle sue varie esplicazioni, contabilità, direzione, statistica, vendita, pubblicità
-c) costituire un centro organico di diffusione e di realizzazione dei principi, dei mezzi e dei modi di razionalizzazione aziendale."
Durante i primi anni trenta L'Ufficio Moderno trova una sua formula editoriale stabile e riconoscibile, con gli editoriali di apertura sempre firmati come Noi e le rubriche fisse curate da Mazzali dietro pseudonimi di fantasia: Consensi e dissensi di Labarre, Appunti di Armodio, Libri in vetrina, Opinioni giuridiche e Consulenza tributaria e, in seguito nel 1932, Spilloni di i.o., Idee progetti realizzazioni, Gli altri fanno così, e poi nel 1934 Di taglio e di punta di Don X. Ed è in questo periodo che la rivista raggiunge il successo, spiegato così molti anni dopo:
"[L'Ufficio Moderno] è stato sempre la bandiera di un movimento essenzialmente spirituale, inesistente e non proclamato, ma che aveva creato un'atmosfera. Ha sempre avuto un programma un po' vago, ma costituiva un indirizzo che riusciva ad attrarre ed a catalizzare le energie di tutti coloro che erano mossi dalla volontà […] di veder progredire gli strumenti ed i mezzi dei quali, in ogni momento, ci si è valsi per esercitare la propria attività nel settore dell'organizzazione aziendale, della vendita e della pubblicità."

### Il GAR eL'Ufficio Modernonegli anni trenta

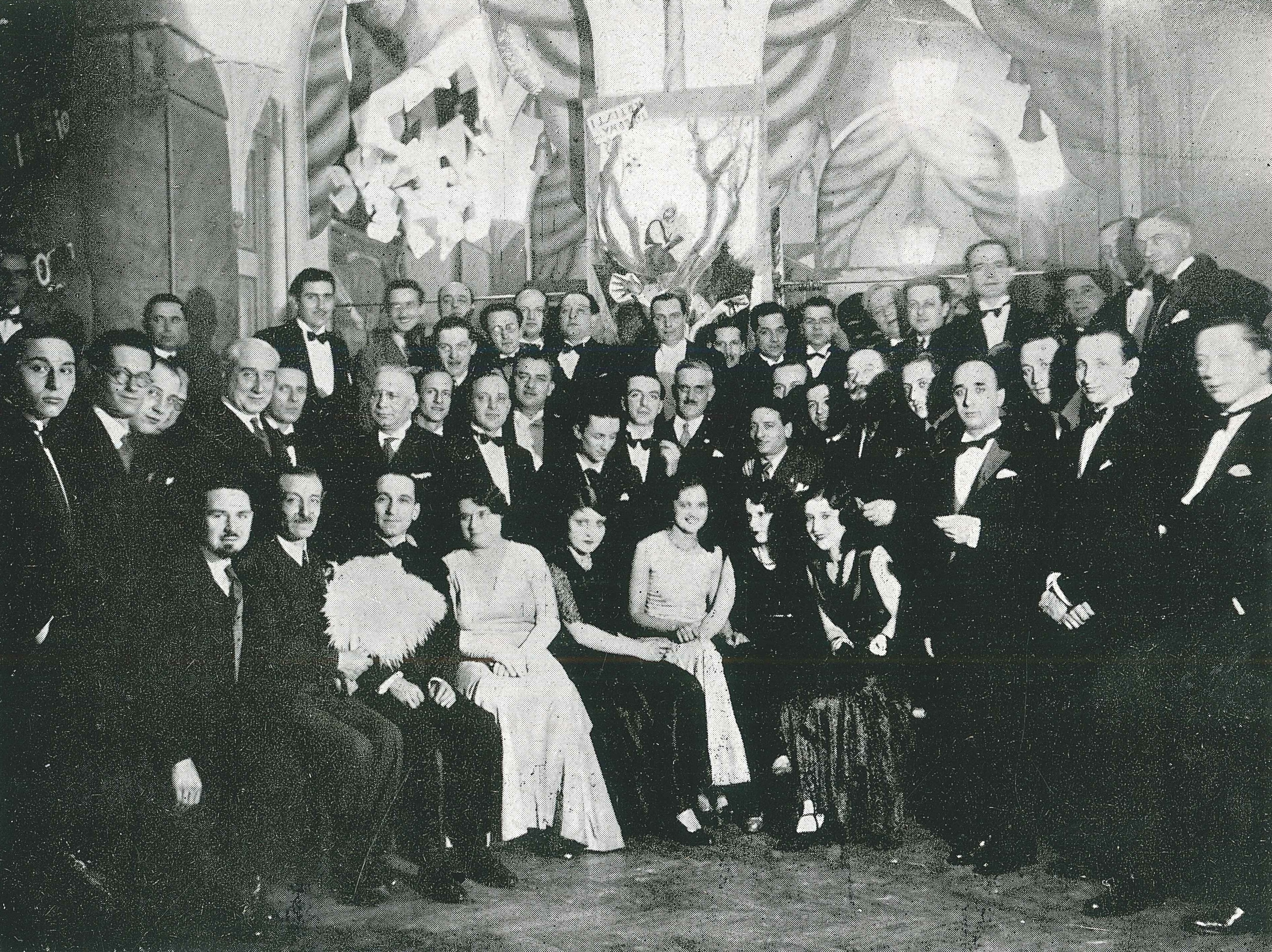
Foto di gruppo del primo incontro del GAR

Di quest'"atmosfera" è emblema il Gruppo Amici della Razionalizzazione o GAR, che nasce nel 1931 con L'Ufficio Moderno come organo ufficiale. Svoltesi ancora come incontri informali, le prime due riunioni del GAR, suddivise fra razionalisti e pubblicitari, si tengono rispettivamente il 14 e il 18 febbraio al ristorante la Penna d'Oca a Milano concludendosi nella "veglia con balli, in un'atmosfera di sana cordialità e di igienica allegria, per dirla con i futuristi".  Successivamente viene abbandonata la divisione fra i due gruppi, la sede diventa il ristorante l'Orologio vicino al Duomo e le riunioni assumono una cadenza solitamente settimanale con esperti chiamati a parlare sulle tematiche prestabilite, di cui appaiono resoconti regolari su L'Ufficio Moderno. Roberto Tremelloni assume la funzione di segretario del gruppo che si ispira a "una tradizione milanese, quella dei Verri con l'Accademia dei Pugni"  e iniziano a partecipare anche collaboratori della rivista L'industria lombarda come Carlo Pagni e Libero Lenti, nonché docenti dell'Università Bocconi e dell'Università Cattolica. Gli argomenti affrontati sono i più ampi: Keynes trattato da Fernando di Fenizio,  Razionalizzazione e disoccupazione a cura di Tremelloni, l'organizzazione aziendale esposta da Giorgio Forlaj, il salario di Cesare Vannutelli, Agostino Lanzillo sui problemi della pianificazione economica e dell'intervento dello stato nell'economia, Vincenzo Porri sulle questioni riguardanti la riforma del sistema monetario internazionale in seguito al ritorno all'oro, Francesco Vito sulla stabilità del capitalismo e concentrazione delle imprese, la crisi del 1929 a cura di Mario Alberti e Paolo Baffi.
Il GAR diventa anche un'occasione di incontro fra varie personalità dell'antifascismo milanese: da Rinaldo Rigola dell'Associazione Nazionale Studi - Problemi del Lavoro che mantenne sempre una posizione di collaborazione con il regime, fino ai socialisti Carlo Antonini, Ermanno Bartellini, Lelio Basso, Rodolfo Morandi  direttore del Centro Interno Socialista e collaboratore alla casa editrice Corticelli (di cui ne L'Ufficio Moderno vengono recensite le pubblicazioni), Caleffi, Antonio Valeri, Tremelloni, Aldo Oberdofer.  Come ricorderà in seguito Lenti: "ancora oggi, con distaccata ironia, ripenso ai pochi che non erano al corrente del nostro gioco e che ci rimproveravano di parlare troppo poco di razionalizzazione e molto più d'altri argomenti non sempre ortodossi".
Inevitabilmente questa attività desta le attenzioni delle autorità fasciste, "alle riunioni cominciarono a partecipare persone che non dimostravano alcun interesse per gli argomenti trattati ma assai più per le persone che più assiduamente vi partecipavano. Erano evidentemente dei poliziotti."  A metà del 1932 la sede degli incontri diventa la Federazione provinciale fascista del commercio in Piazza S. Sepolcro, e al gruppo viene imposto uno statuto e un segretario fidato al regime, Fernando Pedroni. Dal 1933 poi deve collaborare con il Centro di studi di economia corporativa e di tecnica aziendale. Nonostante le nuove iniziative a Napoli, Bari e a Roma, alla fine del 1934 appare ormai evidente che l'esperimento del GAR si sta avviando ad una fine per consunzione. Viene ancora esposto un programma di conferenze per il 1935, di cui però non appare notizia su L'Ufficio moderno, in cui invece, nel numero di novembre del 1935, viene riportato: "considerando che nel momento attuale le forze di tutti gli italiani devono essere concentrate verso l'unico fine della affermazione della nostra missione di civiltà nell'Africa Orientale, ha deciso all'unanimità [...] di sospendere la propria attività per offrire tutti i propri fondi all'Ente opere assistenziali della Federazione dei fasci di combattimento, affinché li destini all'assistenza delle famiglie dei combattenti dell'Africa Orientale".
Oltre al GAR, contribuiscono a mantenere la popolarità della rivista altre iniziative organizzate durante gli anni trenta: il Primo congresso internazionale della pubblicità (7-21 aprile 1933), a cui viene dedicato un inserto della rivista Arte pubblicitaria in Italia (1900-1933), e la Mostra internazionale del manifesto e del bozzetto rifiutato (2-17 giugno 1933), curata principalmente da Valeri. Riscuotono poi un buon successo di vendite una serie di monografie edite da L'Ufficio Moderno: L'annuncio (1936) e Clima di bottega (1942) entrambi di Mazzali, e inoltre La razionalizzazione dei moduli aziendali di Giorgio Forlaj (1935) e La direzione razionale dei viaggiatori e rappresentanti di Attilio Carena (1941). Infine, sempre per iniziativa de L'Ufficio Moderno, nel 1938 viene data vita alla "Brigata della Spiga", così denominata da Via della Spiga in cui ha sede il ristorante dove si tengono le riunioni. Alla base di questa nuova iniziativa vi è soprattutto l'idea di organizzare un premio nazionale della pubblicità, che però non sarà possibile concretizzare per l'inizio della guerra.

### Sospensione, ripresa e declino deL'Ufficio Moderno
Nel 1940 Mazzali viene fermato dalla questura e poi inviato al confino, la pubblicazione continua comunque, finché nel 1943 la distruzione della sede in un bombardamento obbliga alla sospensione. Negli anni '50 la rivista sembra ritornare ai fasti degli anni precedenti. Dal 1951 accompagna L'Ufficio Moderno il supplemento Suggestione pubblicitaria, che dal 1953 diventa La pubblicità in Italia dando vita a una fortunata rassegna pubblicata per tutta la vita della rivista. Nel 1952 viene istituito il premio nazionale la pubblicità "Lettera di vendita"; sempre dello stesso anno è la creazione di due enti il Centro di studi aziendali e dell'Istituto di pubbliche relazioni, entrambi nati con la collaborazione de L'Ufficio Moderno.
La formula de L'Ufficio Moderno subisce però negli anni ottanta un lento declino, a cui si cerca di rimediare senza successo con un rinnovo della grafica e un nuovo titolo (Uomo Manager) nel 1987, fino a quando nel 1991 la pubblicazione cessa definitivamente.

## Direttori
- 1926-1927 Francesco Muscia
- 1927-1938 Guido Mazzali
- 1939-1941 Dino Villani
- 1941-1943 Angelo Bianchi
- 1945-1964 Sergio Fiorenzano
- 1964-1982 Antonio Palieri
- 1982-1983 Giampiero Muggiani
- 1983-1986 Gigliola Magrini
- 1986-1991 Giampiero Muggiani